# Shelfordella arabica
Shelfordella arabica är en kackerlacksart som beskrevs av Bei-Bienko 1938. Shelfordella arabica ingår i släktet Shelfordella och familjen storkackerlackor. Inga underarter finns listade i Catalogue of Life.